# Фріс Ігор Павлович
Ігор Павлович Фріс (нар. 29 вересня 1973, м. Івано-Франківськ) — український правознавець, нотаріус, заслужений юрист України. Кандидат юридичних наук (доктор філософії в галузі права) (2015). Народний депутат України 9-го скликання (м. Бурштин, частина м. Івано-Франківська, Тисменицький, Тлумацький райони, частина Галицького району).

## Біографія
Народився 29 вересня 1973 року в Івано-Франківську.
У 1998 році з відзнакою закінчив Прикарпатський університет імені В. Стефаника, за спеціальністю — правознавство.
Трудову діяльність розпочав в 1988 році робітником в кооперативі «Сезон».
Надалі працював з 1990 по 1992 роки монтувальником на заводі «Ремпобуттехніка», 1992—1993 роки монтувальником на МП «Сапфір», 1993—1996 роки, комерційним директором ТзОВ «Тотус», 1996—1998 роки директором ТзОВ «Лео-Ф».
З 1999 року по 2019 рік приватний нотаріус Івано-Франківського міського нотаріального округу.
В період 2006—2014 роки — був постійним представником України в Європейській комісії нотаріату Міжнародного союзу нотаріату.
В 2019 році на позачергових виборах до Верховної Ради України, обраний народним депутатом України від партії «Слуга народу» по 84 виборчому округу (Івано-Франківська область),
Член Комітету Верховної Ради з питань правової політики, голова підкомітету з питань діяльності органів юстиції, органів виконання покарань та пробації.
Основними напрямами наукових досліджень І. П. Фріса є проблеми іпотечних відносин, забезпечення охорони нотаріальної діяльності, проблематика у сфері безспірних правовідносин.
Є автором більше ніж 200 законопроєктів, з яких більше 60 стали чинними законами.
В свій час, виступив проти перейменування вулиці імені десидента Академіка Сахарова у Івано-Франківську та підтримкою мешканців міста назва вулиці була збережена. Нардеп також вважав, що масове перейменування вулиць буде тягарем для бюджету неприйнятим під час війни.

## Політична діяльність
Народний депутат України 9-го скликання за № 84 округом, Івано-Франківська область.
За непідтвердженими даними Української Правди входив до так званої «Команди Коломойського».
У липні 2022 став співавтором поправки № 20 до законопроєкту 5616, яка відновлювала дозвіл на куріння на в спеціально відведених місцях громадських закладів, вокзалах, аеропортах та закладах харчування.
У 2024 році став ініціатором законопроєкту 11533, який закриває інформацію про точне місцезнаходження об'єктів нерохомості і кадастрових номерів земельних ділянок. На думку ЦПК цей законопроєкт значно ускладнить виявлення махінацій з нерухомістю журналістами.
Фріс є противником законопроєкту 9103 про цивільні партнерства, негативно ставиться до Стамбульської конвенції з захисту жертв домашнього насльства.
22 Липня 2025 року проголосував за проєкт закону 12414, що обмежує Національне антикорупційне бюро України та Спеціалізовану антикорупційну прокуратуру. Закон викликав хвилю антикорупційних протестів.

## Статки
Має більше 300 тисяч зареєстрованої готівки, швейцарські годинники і дорогі ювелірні вироби. Не маючи власного житла в столиці брав компенсацію за оренду готельного номеру в Києві.

## Нагороди
- Заслужений юрист України (8 жовтня 2020) — за вагомий особистий внесок у розбудову правової держави, багаторічну плідну працю та високий професіоналізм[14];